# 盧科韋齊-維什尼夫西基

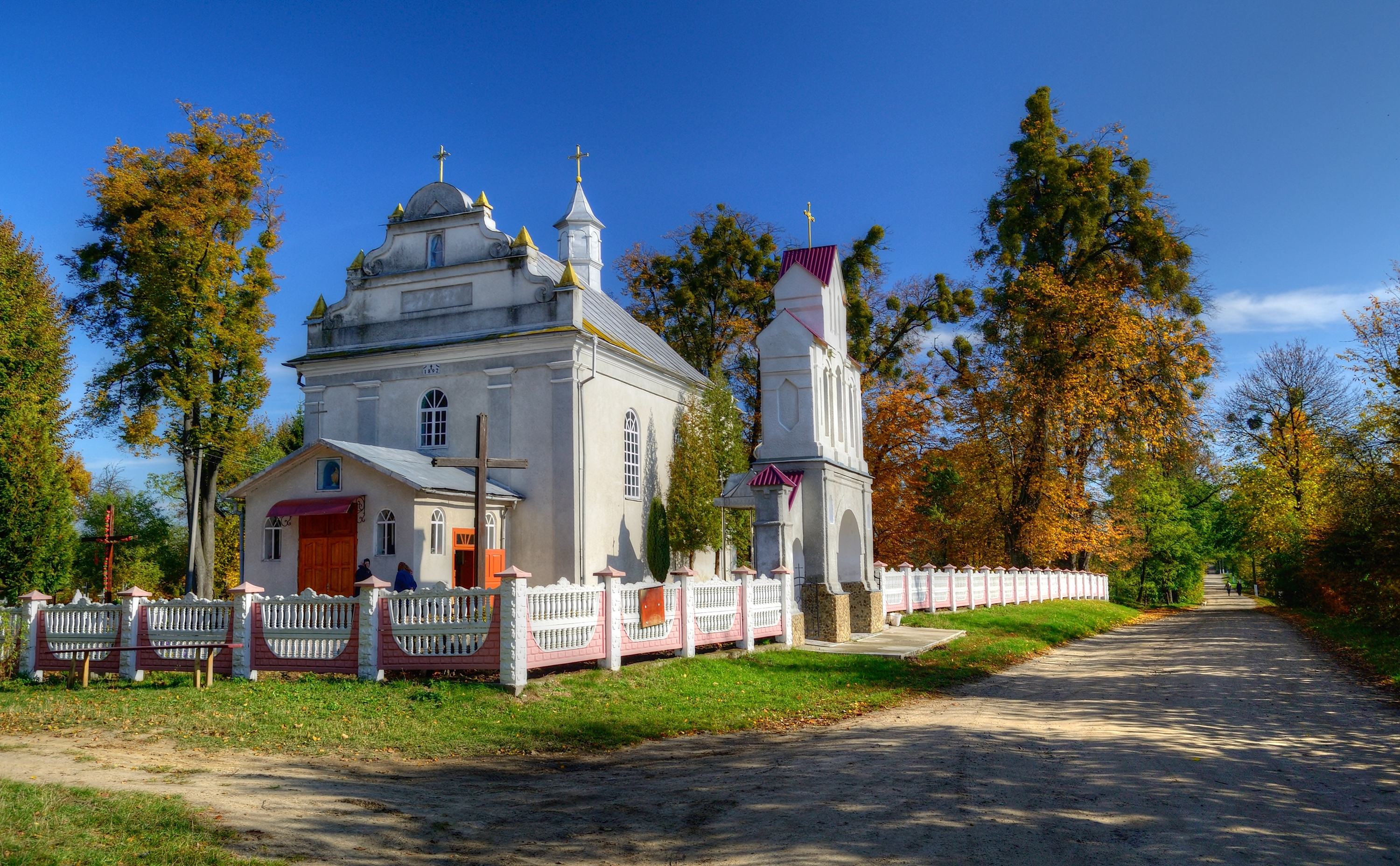

盧科韋齊-維什尼夫西基（烏克蘭語：Луковець-Вишнівський），是烏克蘭西部的村莊，隸屬伊萬諾-弗蘭科夫斯克州的伊萬諾-弗蘭科夫斯克區。該村始建於1892年，面積12.5平方公里，2001年人口356，人口密度每平方公里28.4人。
49°17′45″N 24°22′26″E / 49.29583°N 24.37389°E